# Scheich Dávid
Scheich Dávid (Balatonföldvár, 1986. május 10. –) magyar színész, énekes, oboista. 

## Életpályája
Balatonföldváron született. 2005-től a Liszt Ferenc Zeneművészeti Egyetem oboa szakán tanult. Diplomáját 2009-ben szerezte (oboatanár-kamaraművész), ekkortól tagja a Johann-Strauß-Operette-Wien társulatnak, valamint a Fugato Orchestrának. Oboistaként számos hazai szimfonikus zenekarral játszott. 2018-ban mesterdiplomát szerzett. 2017-ben megkapta a We will rock you című musical címszerepét, majd 2019-ben a Vámpírok bálja című musicalben is bemutatkozott, mint Alfréd.

## Fontosabb színházi szerepei
- Sztárcsinálók (Britannicus, 2020) - PS Produkció
- Once/Egyszer... (Műsorvezető, 2019)[4] - Madách Színház
- Vámpírok bálja (Alfréd, 2019)[5] - PS Produkció
- We will rock you (Galileo Figaro, 2017) - PS Produkció